# Sympherobius perparvus
Sympherobius perparvus là một loài côn trùng trong họ Hemerobiidae thuộc bộ Neuroptera. Loài này được McLachlan miêu tả năm 1869.